# Tear Myself Apart
Tear Myself Apart è un singolo della cantante canadese Tate McRae, pubblicato il 27 agosto 2019 come primo estratto dal primo EP All the Things I Never Said.

## Tracce
1. Tear Myself Apart – 2:45